# Pseudochromis persicus
Pseudochromis persicus är en fiskart som beskrevs av Murray, 1887. Pseudochromis persicus ingår i släktet Pseudochromis och familjen Pseudochromidae. Inga underarter finns listade i Catalogue of Life.